# Enzo Aparo
Enzo Luigi Aparo (Catania, 17 febbraio 1921 – Guadalupa, 18 febbraio 2003) è stato un matematico e informatico italiano.

## Biografia
Dopo la laurea in scienze matematiche a Roma nel 1943 con 110/110 e lode divenne collaboratore dell'Istituto per le applicazioni del calcolo (IAC) di Mauro Picone e, nel 1951, quando ancora si pensava alla possibilità di costruire il primo calcolatore in Italia, fu da questi inviato negli Stati Uniti insieme a Dino Dainelli per fare esperienza, soprattutto sui metodi di programmazione ed applicazione del calcolatore Mark IV della IBM.
Dal 1955, insieme ai colleghi Dino Dainelli e Corrado Böhm, Aparo cominciò a lavorare sul software di quella che sarà una pietra miliare dell'informatica italiana: la macchina FINAC, acquistata dalla compagnia britannica Ferranti. Uno dei lavori più importanti eseguiti da Aparo sul calcolatore FINAC fu il calcolo di verifica della diga del Vajont.
A questo periodo risalgono pure i suoi contributi di analisi numerica (nel 1959 sviluppò una formula per la risoluzione delle equazioni integrali di Volterra del secondo tipo) e, soprattutto, sull'inversa generalizzata di una matrice in parallelo alle scoperte di E. H. Moore e Roger Penrose.
Aparo è anche stato alto funzionario dell'UNESCO a Parigi e ha avuto importanti responsabilità nella divisione affari scientifici della NATO.

## Pubblicazioni principali
- Sulla risoluzione numerica delle equazioni integrali di Volterra di seconda specie, Istituto Nazionale per le Applicazioni del Calcolo, Roma, 1957
- Sul calcolo delle radici di un'equazione algebrica, Boll.Un.Mat. Ital. (3), 1948, pp 25-32
- Sulle equazioni algebriche matriciali, Atti Accad. Naz. Lincei, 1957, pp 20-23
- Programmazione sulla macchina calcolatrice Ferranti-INAC, Istituto Nazionale per le Applicazioni del Calcolo, Roma, 1955
- Panoramica del progresso delle calcolatrici elettroniche nella ricerca operativa, VII Congresso Int. per l'Elettronica, 1960
- con D. Dainelli, Considerazioni sulle più recenti macchine calcolatrici elettroniche ed il loro impiego, Istituto Nazionale per le Applicazioni del Calcolo, Roma, 1954
- Mauro Picone e l’Istituto Nazionale per le applicazioni del calcolo, in Atti Precongressuali Conv. Int. sulla storia e preistoria del Calcolo automatico e dell’Informatica" (Siena, 10-12 settembre 1991), Milano, AICA, 1991, pp. 52-53